# Stone Free
Stone Free è un brano musicale pubblicato come B-side di Hey Joe, primo singolo di Jimi Hendrix. Inserito anche nella riedizione del 1997 dell'LP Are You Experienced?, è un pezzo considerato essenziale per lo sviluppo dell'hard rock.
È stato pubblicato anche su 45 giri sul lato A, con sul lato B If 6 Was 9 (Polydor NH-539117).
Con il titolo Stone Free è stato pubblicato nel 1993 anche un disco-tributo ad Hendrix contenente suoi pezzi eseguiti da altri gruppi ed artisti tra cui Eric Clapton, Living Colour, The Cure e Pretenders.
La canzone è omaggiata ne Le Bizzarre Avventure Di JoJo: il nome del potere "Stand" della protagonista Jolyne Cujoh della sesta serie prende nome da questo brano.